# Thiago Ceijas
Thiago Dylan Ceijas (ur. 8 kwietnia 2001 w Recanati) – argentyński piłkarz występujący na pozycji pomocnika.

## Kariera klubowa
We wczesnym dzieciństwie Ceijas grał w futsal. W wieku 9 lat rozpoczął treningi piłki nożnej w CA Boca Juniors z Buenos Aires. W sezonie 2018/19 szkolił się w akademii klubu Genoa CFC (Włochy, Serie A). W sezonie 2019/20 przeniósł się do Hiszpanii i grał w zespole Levante UD U-19, rywalizującym w Division de Honor Juvenil.
W październiku 2020 roku jako wolny agent przeszedł do Carpi FC 1909, występującego w Serie C. 15 listopada 2020 rozegrał pierwszy mecz na poziomie seniorskim przeciwko AC Perugia Calcio, zakończony bezbramkowym remisem. Rozpoczął od tego momentu regularne występy. Po sezonie 2020/21 jego klub został relegowany do Serie D za zaległości finansowe i wskutek tego rozwiązany. Ceijas rozegrał dla niego łącznie 18 ligowych spotkań. 
W kwietniu 2022 roku udał się on do Hiszpanii na obóz przygotowawczy z Ungmennafélag Grindavíkur, z którym podpisał półroczną umowę. Rozegrał tam 9 spotkań w 1. deild karla oraz 2 w Pucharze Islandii i po 3 miesiącach odszedł z zespołu. Przez kolejny rok pozostawał bez pracodawcy. W czerwcu 2023 roku został zawodnikiem bułgarskiego klubu Beroe Stara Zagora. 14 lipca 2023 zadebiutował w Pyrwej PFG w wygranym 2:1 meczu przeciwko Pirinowi Błagojewgrad. W rundzie jesiennej sezonu 2023/24 rozegrał ogółem 17 spotkań w lidze (w 9 z nich był kapitanem drużyny) i 2 w krajowym pucharze.
W styczniu 2024 roku Ceijas został za kwotę 200 tys. euro sprzedany do ŁKS Łódź prowadzonego przez Piotra Stokowca. 18 lutego zadebiutował w Ekstraklasie w przegranym 0:2 domowym spotkaniu z Widzewem Łódź, w którym wszedł na boisko w 61. minucie za Adriena Louveau. W rundzie wiosennej sezonu 2023/24 zanotował łącznie 8 występów i na zakończenie rozgrywek spadł z ŁKS Łódź do I ligi. Latem 2024 roku rozwiązał swój kontrakt za porozumieniem stron.

## Życie prywatne
Urodził się w 2001 roku w miejscowości Recanati we Włoszech. Jego ojciec Pablo pracował wówczas jako skaut w klubie AC Perugia Calcio. Gdy miał dwa miesiące, jego rodzina zdecydowała się powrócić do Argentyny ze względów zawodowych. W 2018 roku powrócił wraz z rodziną do Włoch po tym, jak jego ojciec przyjął ofertę pracy dla Genoa CFC.

## Statystyki klubowe
Aktualne na dzień 18 lipca 2024
| Klub                      | Sezon             | Liga              | Liga  | Liga   | Puchar kraju | Puchar kraju | Puchar ligi | Puchar ligi | Europa | Europa | Razem | Razem  |
| Klub                      | Sezon             | Liga              | Mecze | Bramki | Mecze        | Bramki       | Mecze       | Bramki      | Mecze  | Bramki | Mecze | Bramki |
| ------------------------- | ----------------- | ----------------- | ----- | ------ | ------------ | ------------ | ----------- | ----------- | ------ | ------ | ----- | ------ |
| Carpi FC 1909             | 2020/2021         | Serie C           | 18    | 0      | —            | —            | —           | —           | —      | —      | 18    | 0      |
| Ungmennafélag Grindavíkur | 2022              | 1. deild karla    | 9     | 0      | 2            | 0            | —           | —           | —      | —      | 11    | 0      |
| Beroe Stara Zagora        | 2023/2024         | Pyrwa PFG         | 17    | 0      | 2            | 0            | —           | —           | —      | —      | 19    | 0      |
| ŁKS Łódź                  | 2023/2024         | Ekstraklasa       | 8     | 0      | —            | —            | —           | —           | —      | —      | 8     | 0      |
| ŁKS II Łódź               | 2023/2024         | II liga           | 1     | 0      | —            | —            | —           | —           | —      | —      | 1     | 0      |
| Ogółem w karierze         | Ogółem w karierze | Ogółem w karierze | 53    | 0      | 4            | 0            | 0           | 0           | 0      | 0      | 57    | 0      |